# Шостий хрестовий похід
Шостий хрестовий похід — хрестовий похід, що відбувся 1228—1229 років. Цей хрестовий похід був офіційно заборонений Католицькою церквою в особі папи Григорія IX, оскільки його очолив німецький імператор Фрідріх II, який до того був відомим своїм неприязним, навіть ворожим, ставленням до влади Ватикану та Папи Римського та вів боротьбу проти папства.

## Попередній хрестовий похід
Фрідріх II дав обітницю вирушити в хрестовий похід ще в 1215 році при обранні його Римським королем, проте протягом десяти років так і не виконав її. Фрідріх не взяв участі в П'ятому хрестовому поході і був зрештою звинувачений у його провалі. Це призвело до його відлучення від церкви. Фрідріх II широко залучив себе на П'ятий хрестовий похід, відправивши війська з Німеччини, але йому не вдалося безпосередньо супроводжувати армію, попри заохочення Гонорія III, а пізніше і Григорія IX, оскільки йому потрібно було зміцнити свою позицію в Німеччині та Італії, перш ніж розпочати хрестовий похід. Між Папою і імператором почалися серйозні розбіжності ще й через те, що Гонорій III, який почав підготовку 5-го хрестового походу, проголосив королем Константинополя не Фрідріха, а П'єра де Куртене. Фрідріх відправив у 5-й хрестовий похід війська під командуванням Людовіка I, герцога Баварського, але очікування його особистого прибуття і зайва самовпевненість змусили папського легата Пелагія (єпископа Албанського) відхилити пропозицію айюбідского султана Аль-Каміля про відновлення Єрусалимського королівства для хрестоносців в обмін на повернення Дамієтти.
5-й хрестовий похід закінчився невдачею, була втрачена Дамієтта в 1221 році. Усі звинувачували в поразці легата Пелагія, але Гонорій III переклав провину на Фрідріха, який так і не прибув до Святої землі. Ображений Фрідріх, який відправив у похід значне військо і регулярно постачав провізією воїнів, у відповідь став звинувачувати Гонорія і його попередника в брехні. Однак шляхом переговорів їхні позиції були узгоджені. На зустрічі в Бріндізі 1222 року Фрідріху вдалося переконати Папу в своїй невинності в затримках. Імператор підтвердив свій намір провести хрестовий похід. Папа, імператор і король Єрусалимський домовилися про початок підготовки нового хрестового походу, датою відправлення флоту призначено 24 червня 1225 року.
Армія збиралася повільно, навесні 1224 року вона ще не була готова, і Фрідріх через посланців попросив Гонорія ще про одну відстрочку. Щоб уникнути відлучення, Фрідріх при особистій зустрічі з Папою в Сан-Джермано 25 липня 1225 року, через десять років після своєї першої обітниці, знову запевнив Гонорія в своєму непохитному прагненні вирушии в похід. Але Папа зажадав гарантій. За Сан-Джерманським договором Фрідріх зобов'язався відплисти в похід 15 серпня 1227 року і вести війну не менше двох років. Протягом цього періоду він також повинен був або утримувати в Сирії тисячу лицарів своїм коштом або заплатити 50 марок кожному солдату, готовому потрапити в число цих вояків. Він погодився спорядити п'ятдесят оснащених галер і сто транспортних суден, достатніх для перевезення 2000 озброєних лицарів з трьома кіньми для кожного разом з їхніми зброєносцями і слугами. Для забезпечення свого слова він передавав 100 000 унцій золота посередникам декількома траншами. Ці кошти повинні були бути йому повернуті після прибуття в Акру. У разі, якщо він не зможе вирушити у хрестовий похід або загине, гроші повинні були бути конфісковані. Фрідріх погоджувався бути відлученим від церкви в разі порушення ним договору.

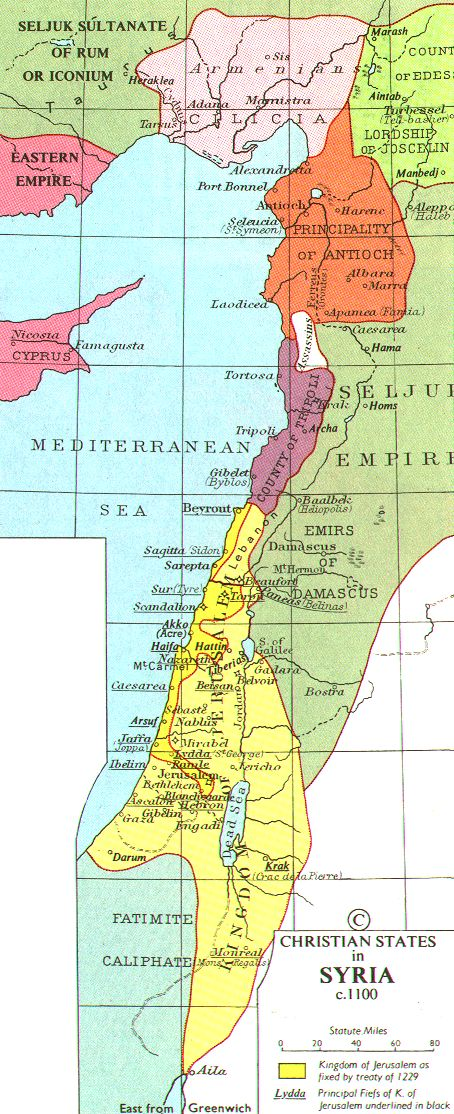
Територія підпорядкованих Єрусалиму територій станом на 1220 рік (зафарбована жовтим кольором).

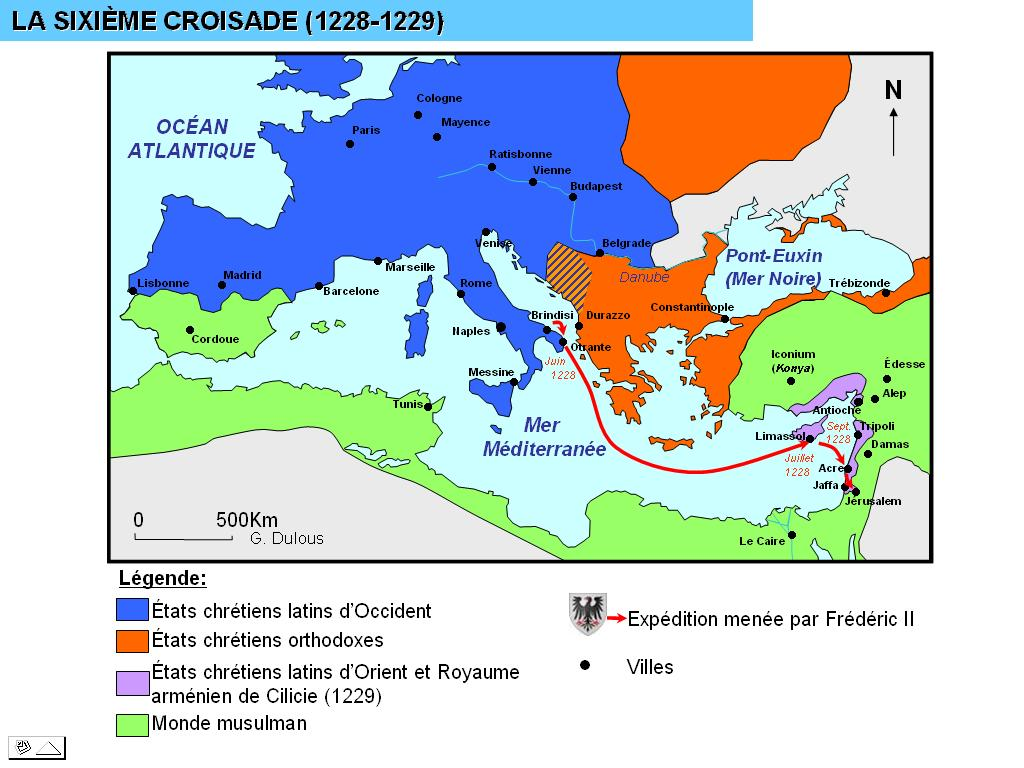
Карта шостого хрестового походу

## Перебіг шостого хрестового походу
Фрідріх вирушив у 6-й хрестовий похід, перебуваючи під відлученням і в конфлікті з Папою, що порушувало всі принципи й ідею хрестового походу як пошуку спокутування гріхів і примирення з церквою. Крім того, Фрідріх обманом забрав титул короля Єрусалиму у свого тестя Іоанна де Брієна. Ці фактори призвели до розорення папським військом на чолі з де Брієнном територій Сицилійського королівства, що належало Фрідріху, й це прискорило його від'їзд зі Святої Землі. Літо 1227 року було спекотним, із забезпеченням води в армії та для багатьох паломників були проблеми, і багато хрестоносців захворіли. Велика частина лицарів вирушила додому. У серпні флот хрестоносців відплив до Святої землі з Бріндізі, але багато воїнів захворіли, в тому числі і сам імператор, тому через три дні після відплиття вони висадилися в порту Отранто для лікування. Фрідріх послав послів до Григорія IX, який став Папою по смерті Гонорія II, щоб пояснити затримку хрестового походу і підтвердити свій намір приєднатися до решти хрестоносців у наступному році. Він пояснив це тим, що був вимушений повернутися через епідемію.
Багато хроністів, сучасників Фрідріха, сумнівалися в реальності хвороби імператора, але їхнє відношення може бути пояснено їх пропапською позицією. Малоймовірно, що хвороба Фрідріха була вигаданою, оскільки один з тих, хто його супроводжував, герцог Тюрингський, помер незабаром після виходу з порту. Серед померлих був й Сігфрід, єпископ Августи. Навіть магістр Тевтонського ордена Герман фон Залкі рекомендував Фрідріху повернутися на материк для одужання.
Але Папа вже не вірив Фрідріху, він був у люті, прокляв Фрідріха, звинувативши його у всіляких злочинах, включаючи вбивство дружини. Імператор був засуджений згідно його власного підпису під договором в Сан-Джермано, і 29 вересня 1227 Григорій відлучив Фрідріха від церкви. Фрідріх же в відповідь в листах європейським монархам звинувачував Папу в користолюбстві.
Певною відмінністю від усіх попередніх хрестових походів можна вважати те, що під час шостого, хоч і забороненого Папою, походу хрестоносців, ними було використано чимало дипломатичних методів задля здобуття своєї цілі — Єрусалиму. Султан Єгипту Аль-Каміль і його брат, султан Дамаска Аль-Муаззам, об'єднавшись для відсічі хрестоносцям під час п'ятого хрестового походу, по його закінченні розірвали свій союз. У 1226 Аль-Каміль відправив еміра Фахреддіна посланником до Фрідріха. Той прибув до двору імператора з багатими дарами, і вони швидко домовилися. Султан Єгипту пропонував імператору Єрусалим (який перебував в руках султана Дамаска) в обмін на те, щоб черговий хрестовий похід минув Єгипет і направився до Дамаску. Пропозиція зацікавила Фрідріха, і влітку 1227 він відправив Берардо, архієпископа Палермо, і Томмазо д'Аквіно, великого юстіціарія Сицилійського королівства, в Єгипет і Дамаск для уточнення обставин і розвідки обстановки. Посланник Фрідріха побував в Дамаску у Аль-Муаззама, щоб дізнатися, чи буде зустрічна пропозиція. Султан, за словами єгипетського історіографа Аль-Макрізі, відповів: «Скажи своєму господареві, що у мене для нього тільки меч».
Навесні 1228 Фрідріх знову затримав свій від'їзд до народження сина, який народився 25 квітня 1228 року, але його мати Іоланта, дочка Єрусалимського короля, під час пологів померла. Її батько Іоанн де Брієн, який втратив королівство і дочку, став самим непримиренним ворогом Фрідріха і поступив на службу до Папи. Фрідріх ще раз відплив з Бріндізі 28 червня 1228 року з невеликим флотом з сорока кораблів, супроводжуваний кількома сотнями лицарів. Судячи з розмірів його флоту у Фрідріха було близько 3 тисяч вояків. Папа Григорій IX розглядав цю дію як провокацію, оскільки Фрідріх, бувши відлученим від церкви, не мав права проводити хрестовий похід, і вдруге відлучив імператора, назвавши його «нечестивим монархом».
Замість того, щоб вирушити до Святої землі, імператор спочатку прибув на Кіпр. Тритижневий шлях привів флот до гавані Лімассола. Візит імператора на Кіпр не був випадковим, це була спроба зміцнити свій статус правителя королівства хрестоносців на Сході й можливість створити військово-морську базу для Священної Римської імперії. У вересні 1228 року відбулася сутичка між Фрідріхом і знаттю Кіпру. Імператор вирішив позбутися свого головного суперника, Жана д'Ібеліна, колишнього найбільшого землевласника як в Єрусалимському королівстві, так і на Кіпрі. У палаці Ібеліна в Лімассолі імператор зажадав від глави роду, Жана д'Ібеліна, віддати місто Бейрут і доходи від податків на Кіпрі. д'Ібелін стягнув сили на острів, але не бажав вступати в військову конфронтацію з імператором. Фрідріх, зі свого боку, теж перебував у сумнівному і хиткому становищі через відлучення. Конфлікт нічим не завершився, проте в перспективі ця суперечка позбавила імператора цінного прихильника в особі д'Ібеліна. У результаті сторони уклали перемир'я, за яким фортеці Кіпру перейшли до Конрада, новонародженого сина Фрідріха, а податки — до самого імператора.
2 вересня 1228 Фрідріх II відплив з Кіпру і 7 вересня прибув в Акру. Попри конфлікт з сім'єю д'Ібелін, що мала значний авторитет в Єрусалимському королівстві, імператора і його супутників радісно вітали. Однак незабаром прибули папські посланці, які сповістили жителів про відлучення імператора і про папську заборону мати справи з Фрідріхом. Місцеві барони спочатку вітали Фрідріха, але незабаром стали побоюватися його прагнень до централізації і бажання нав'язати імператорську владу. Зіграла свою роль у наростанні неприязні до імператора і його суперечка з д'Ібеліном. Положення госпітальєрів і тамплієрів було ще складнішим. Підтримавши хрестовий похід, вони при цьому відмовилися безпосередньо приєднатися до армії імператора. З цього часу Фрідріх не отримував від місцевої влади ніякої допомоги. Більш того, бажання позбутися Фрідріха було таким сильним, що тамплієри, дізнавшись, куди Фрідріх поїде купатися в Йордані, повідомили про це Аль-Камілю. Оскільки їм не було відомо про таємні переговори Фрідріха і Аль-Каміля, тамплієри вважали єгипетського султана ворогом імператора і порадили йому, як краще його схопити. Однак Аль-Каміль переслав послання зрадників Фрідріху.
Аль-Каміль, якого в 1226 році непокоїла перспектива можливої війни з його родичами, що правили Сирією і Месопотамією, хотів уникнути подальших конфліктів з християнами, щонайменше до тих пір, поки його внутрішні суперники не будуть ослаблені чи розбиті. Проте влітку 1228 року становище Аль-Каміля істотно зміцнилося. Його брат і головний суперник Аль-Муаззам, що правив у Дамаску, помер. Хоча Аль-Каміль очікував війни за Дамаск з племінником, ситуація змінилася і було незрозуміло, чи стане єгипетський султан виконувати дані Фрідріху обіцянки і зберігати вірність домовленостям, досягнутим минулого року. Переговори були тривалими і велися таємно від християн в Яффі, завершилися в січні. Яффська угода між Фрідріхом і Аль-Камілєм, укладена 18 лютого 1229 року гарантувала мирну передачу хрестоносцям міста Єрусалима та низки і інших територій а також укладення перемир'я на десять років. Також зазначалося, що Купол Скелі та мечеть аль-Акса повинні залишатися під контролем мусульман, Фрідріху II договором було заборонено відновлювати стіни Єрусалиму. Крім Єрусалиму Фрідріх II отримав від єгиптян Назарет, Сидон, Яффу і Вифлеєм. 11 лютого імператор скликав раду лицарів королівства і повідомив їм про деталі договору. Практично всі інші хрестоносці, в тому числі тамплієри і госпітальєри, засудили цю угоду як політичну хитрість з боку Фрідріха, щоб повернути собі королівство, зрадивши спільну справу хрестоносців.
Незабаром після підписання Яффської угоди, імператор вирушив до Єрусалима, і більшість хрестоносців поїхала за ним. 17 березня паломники прибули до зруйнованих стін Єрусалиму. Біля воріт міста Фрідріха чекав каді Наблуса, який передав імператору ключі від міста. 18 березня 1229 року імператор Фрідріх II, одягнений у королівський одяг, вирушив до Храму Гроба Господнього. Більшість місцевих баронів не визнали право Фрідріха на корону його сина. Лицарі орденів госпітальєрів і тамплієрів на церемонію не з'явилися, були тільки тевтонські лицарі. Фрідріх II особисто поклав собі на голову корону Єрусалимського королівства. Невідомо, в якому статусі він був коронований. Існує дискусія щодо того, чи була коронація взагалі, оскільки лист, написаний Фрідріхом в Англію Генріху III, має на увазі, що корона, яку він поставив на власну голову, була короною Священної Римської імперії. Наступного дня прибув єпископ Кесарійський, щоб накласти на місто інтердикт за наказом патріарха. Імператор провів зустріч з главами військових орденів, запропонував план дій щодо відновлення укріплень Єрусалиму. Керівники орденів, які не хотіли чвар з Папою і в той же час прагнули до миру в Єрусалимі, запросили час на обдумування відповідей. Імператор, що втратив терпіння, наказав своїм солдатам силою зібрати пожертви з паломників для фінансування будівництва укріплень міста і вирушив до Акри вранці 19 березня. 25 березня імператор Фрідріх II прибув до Акри. Конфлікт між імператором і місцевою знаттю переріс у громадянську війну, відому як «Війна з ломбардцями», і справжні битви відбулися в місті Акрі та на Кіпрі. Таким чином, імператор, зумівши домогтися взаєморозуміння в переговорах з мусульманами, не зміг знайти спільну мову з католицькою церквою.

## Наслідки походу
Шостий хрестовий похід, в цілому успішний, оскільки досяг головної мети — звільнення Єрусалима, церквою однак був оцінений негативно.
Фрідріх II і його син Конрад, попри їхні права на Єрусалимську корону, більш ніколи не приїжджали на Святу землю. Держава хрестоносців залишалося без короля чи королеви. Подальші спроби Фрідріха правити Єрусалимським королівством були зустрінуті опором з боку баронів на чолі з Жаном д'Ібеліном, сеньйором Бейрута. У середині 1230-х років намісник Фрідріха був висланий з Акри, столиці королівства. 1244 року армія хорезмійців, на заклик аюбіського султана Айюб, захопила і сплюндрувала Єрусалим і винищила християнське військо в битві при Форбії поблизу Гази. Але досвід Фрідріха II продемонстрував, що хрестовий похід може бути успішним навіть без військової переваги. Більш того, він створив прецедент, домігшись успіху в хрестовому поході без участі Папи. У той час як безкровне повернення Фрідріхом Єрусалиму принесло йому великий престиж, його рішення зробити хрестовий похід під час інтердикту викликало ворожість Церкви. 1230 року Папа зняв відлучення з Фрідріха за договором в Сан-Джермано, але це рішення було прийнято з цілого ряду причин, у першу чергу пов'язаних з політичною ситуацією в Європі.
Шостий хрестовий похід був першим, який був організований силами одного монарха. Подальші хрестові походи вже також організовувалися окремими правителями, такими як Людовик IX і Едуард I, що наочно демонструвало згасання папської влади. Наступні походи хрестоносців вже не увінчалися жодним успіхом: дійшло навіть до того, що в останніх хрестових походах на Близький Схід навіть не знайшлося достатньо охочих, оскільки потенційні учасники походу вже не вірили в його успіх і боялися численних смертельних хвороб, які сотнями косили їхніх товаришів.